# Bryocyclops caroli
Bryocyclops caroli is een eenoogkreeftjessoort uit de familie van de Cyclopidae. De wetenschappelijke naam van de soort is voor het eerst geldig gepubliceerd in 1985 door Bjornberg M.H.G.C..